# FictionJunction
FictionJunction es un proyecto musical que comenzó en 2003 y a veces el pseudónimo de la compositora japonesa Yuki Kajiura. Dicho proyecto comenzó con varias colaboraciones, de entre las que destaca FictionJunction YUUKA, y, pese a que ya había tenido varias apariciones públicas como grupo, finalmente en 2009 se consolidó el grupo musical del mismo nombre, que tiene como vocalistas principales a varias mujeres y a Kajiura como pianista o al teclado electrónico. Generalmente el pseudónimo lo utiliza para canciones en japonés y en ninguna ocasión se ha visto el nombre en bandas sonoras.

## Miembros
De forma general, la parte vocal de FictionJunction se compone por un cuarteto de voces femeninas. Actualmente el cuarteto lo componen Joelle, YURIKO KAIDA, KEIKO y KAORI. Anteriormente y hasta comienzos de 2019, la formación incluía a WAKANA, de modo que, tras su salida, Yuki Kajiura invitó a Joelle para ocupar el puesto vacante.
En un comienzo, a excepción de Yuriko Kaida, a cada vocalista se la conocía por el nombre FictionJunction más el nombre en mayúsculas de cada una, llegando estos a considerarse como proyectos individuales. No obstante, ahora se las acredita únicamente por sus nombres en mayúsculas.
Aunque normalmente las cuatro están presentes en todos los álbumes y actuaciones, la distribución de las voces no siempre es la misma, pues hay canciones en las que una de ellas toma el liderazgo, en otras el liderazgo es compartido por dos de ellas, en otras todas tienen su momento protagonista, etc. También suelen apoyar con armonías a otros colaboradores del proyecto.
Joelle (2019–presente)
Joelle Strother se unió a FictionJunction tras la partida de Wakana, en 2019. Ha colaborado con Yuki Kajiura en la película Deemo: Memorial Keys en el tema inside a dream, así como en la banda sonora del anime Fena: Pirate Princess, entre otros.
YURIKO KAIDA (2003–presente)
Yuriko Kaida (貝田由里子) es una vocalista fiel a Yuki Kajiura desde el anime Noir, con el ya famoso salva nos o con canta per me, y aunque nunca ha hecho una formación como las anteriores vocalistas ha estado presente poniendo voces de fondo, sobre todo a FictionJunction YUUKA. Fue en 2009 cuando oficialmente Yuki la incluyó como una vocalista principal en el proyecto FictionJunction.
KEIKO (2005–presente)
Proyecto: FictionJunction KEIKO
Vocalista: Keiko Kubota (窪田啓子)
Como "FictionJunction KEIKO", la cantante solo intervino para dos canciones: Kaze no Machi he (風の街へ), usada en algunos episodios de Tsubasa Chronicle, y 時の向こう　幻の空 (Toki no Mukou Maboroshi no Sora). Colaboró posteriormente con Yuki Kajiura formando parte del trío Kalafina, hasta su separación en 2018. Como cantante solista, Kajiura le compuso el tema Nanairo no finale (七色のフィナーレ), que fue publicado en su primer álbum de estudio, Lantana, en 2020.
KAORI (2005–presente)
Proyecto: FictionJunction KAORI
Vocalist: Kaori Oda (織田かおり)
Su colaboración nació nació en 2005 con "FictionJunction KAORI" presentándose en la serie anime Tsubasa Chronicle con canciones como “tsubasa” y “dream scape”. Más tarde Yuki Kajiura y Kaori Oda se volvieron a reunir para cantar “Calling” de la serie Baccano! pero como el sencillo pertenecía a una discográfica que no era la suya no se pudo llamar "FictionJunction KAORI". Su último trabajo como dúo se llama 花守の丘 (Hanamori no Oka) que es usado como tema de cierre para una de las OVA de El Puño de la Estrella del Norte.

### Miembros y proyectos antiguos
De manera paralela al grupo, Yuki Kajiura colaboró con varias vocalistas (entre ellas, tres del cuarteto original: KEIKO, KAORI y WAKANA) creando varios proyectos o duetos. Actualmente ninguno de estos duetos está activo, ya que no se publican sencillos o álbumes bajo sus nombres obsoletos (FictionJunction KEIKO, FictionJunction KAORI, etc.).
En estas colaboraciones, pese a que estaban compuestas por una cantante principal y Yuki Kajiura, también colaboraban Yuriko Kaida (especialmente con YUUKA) y Kaori Nishina como coristas.
FictionJunction YUUKA (2003–2014, 2019)
Vocalista: Yuuka Nanri (南里侑香)
Éste fue el primer FictionJunction y el que más canciones ha realizado desde 2003. Al principio se llamaría "FictionJunction featuring YUUKA", pero el nombre era demasiado largo y comercialmente no atraía. Hasta la fecha, el dúo tiene siete sencillos y dos álbumes (Destination y circus) además de algunas canciones en bandas sonoras como la de Madlax y El Cazador de la Bruja.
FictionJunction ASUKA (2005)
Vocalista: Asuka Kato (加藤あすか)
Asuka interpretó la canción “everlasting song”, de Erementar Gerad. La canción original para la serie está en inglés y solo está a la venta con la banda sonora de la serie. A partir de esta Victor Entertainment hizo grabar tres versiones más para incluir en el sencillo, junto a su instrumental. Actualmente Asuka (ahora conocida como Aira Yuuki) ya no trabaja con Yuki Kajiura aunque apareció como invitada especial en uno de los conciertos del noveno volumen.
WAKANA (2007–2019)
Proyecto: FictionJunction WAKANA
Vocalista: Wakana Ootaki (大滝若菜)
El dúo ("FictionJunction WAKANA") nació en 2007 para la banda sonora de una película de El Puño de la Estrella del Norte con la canción 光の行方 (Hikari no Yukue) y "where the lights are". Más tarde volvió a aparecer para la canción "paradise regained" de la banda sonora de El Cazador de la Bruja en los capítulos finales, pero esta colaboración se hizo fuera del proyecto. Posteriormente, colaboró con Yuki Kajiura en la banda sonora del anime Pandora Hearts y formando parte del trío Kalafina. Tras la disolución del grupo, Wakana se embarcó en su propia carrera como solista.

### Otras colaboraciones
En 2019, FictionJunction lanzó el sencillo from the edge en colaboración con la cantante LiSA (FictionJunction feat. LiSA) que sería el tema de cierre del anime Kimetsu no Yaiba. En el mismo año, Joelle se incorporó al elenco de vocalistas de la agrupación de cara a un evento del anime Princess Principal, en el que Yuki Kajiura y Void_Chords interpretaron su banda sonora.
En 2022, con motivo de la celebración del décimo aniversario del estreno del anime de SAO, se lanzó el sencillo Soukyuu no Fanfare (蒼穹のファンファーレ) junto a varias cantantes que ya habían trabajado previamente en la franquicia: Eir Aoi, ASCA y ReoNa.
En 2023, para el álbum PARADE, FictionJunction colaboró con Aimer, rito, LINO LEIA y Aira Yuuki (quien fue la vocalista de FictionJunction ASUKA) en las canciones Kai (櫂), Mō kimi no koto o mitakunai (もう君のことを見たくない), Hachigatsu no orugan (八月のオルガン) y Sekai no hate (世界の果て) (versión de la canción de Saeko Chiba), respectivamente, junto al reparto de vocalistas habitual. En el álbum se publicaron también los sencillos from the edge y Soukyuu no Fanfare.

## FictionJunction CLUB
FictionJunction CLUB fue el nombre del club oficial de fans de Yuki Kajiura que incluía todas las vocalistas de FictionJunction y las de Kalafina. El 16 de marzo de 2012 salió a la venta un sencillo exclusivo para miembros del club que incluye dos canciones: Sing a song, tema oficial del cierre de los eventos del club, y Silent moon. A partir de octubre de 2018, poco después de que Kajiura dejara la agencia Spacecraft, el club pasó a denominarse como FictionJunction Station.

## El primer álbum
A finales de febrero de 2009 se lanza el álbum que incluye canciones de varios animes compuestos por la compositora con nuevos arreglos y versionado por casi todas las vocalistas anteriores y también Yuriko Kaida, que normalmente hacía los coros. El álbum se titula Everlasting Songs.

## Discografía

### Álbumes
- Everlasting Songs - 25 de febrero de 2009
- elemental - 22 de enero de 2014
- PARADE - 19 de abril de 2023

FictionJunction YUUKA
- Destination - 23 de noviembre de 2005
- circus - 4 de julio de 2007

### Sencillos
- Parallel Hearts - 29 de abril de 2009
- Toki no Mukou Maboroshi no Sora (時の向こう幻の空) - 27 de enero de 2010
- stone cold - 3 de agosto de 2011
- sing a song - 16 de marzo de 2012
- distance/eternal blue - 29 de agosto de 2012
- from the edge (feat. LiSA) - 30 de junio de 2019
- Soukyuu no Fanfare (蒼穹のファンファーレ) (feat. Eir Aoi, ASCA y ReoNa) - 28 de octubre de 2022

FictionJunction YUUKA
- Hitomi no Kakera - 8 de mayo de 2004
- inside your heart - 7 de julio de 2004
- Akatsuki no kuruma - 22 de septiembre de 2004
- Honoh no Tobira - 22 de septiembre de 2005
- Silly-go-Round - 10 de mayo de 2006
- Kouya Ruten - 22 de noviembre de 2006
- romanesque - 18 de abril de 2007

### DVD
- Yuki Kajiura LIVE Vol.#2 2008.07.31 - 24 de diciembre de 2008
- FictionJunction YUUKA ~Yuki Kajiura LIVE Vol.#4 PART1~ - 21 de octubre de 2009
- FictionJunction ~Yuki Kajiura LIVE Vol.#4 PART2~ - 23 de diciembre de 2009
- Yuki Kajiura LIVE Vol.#9 “Shibuya Public Hall Special” - 20 de febrero de 2013
- FictionJunction+FictionJunction YUUKA Yuki Kajiura LIVE vol.#4 PART 1&2 Everlasting Songs Tour 2009 - 8 de mayo de 2013
- Yuki Kajiura LIVE vol.#11 FictionJunction YUUKA 2days Special 2014.02.08~09 中野サンプラザ - 25 de junio de 2014
- Yuki Kajiura LIVE vol.#11 elemental Tour 2014.4.20@NHK Hall + Making of elemental Tour 2014 - 24 de septiembre de 2014

### Otros
- FictionJunction 2008-2010 The BEST of Yuki Kajiura LIVE - 12 de mayo de 2010
- Yusha Series 20 Shunen Kinen Kikaku Shudaika Cover Album HARVEST (Gatherway) - 23 de febrero de 2011
- FictionJunction 2010-2013 The BEST of Yuki Kajiura LIVE 2 - 3 de junio de 2015